# 切韻

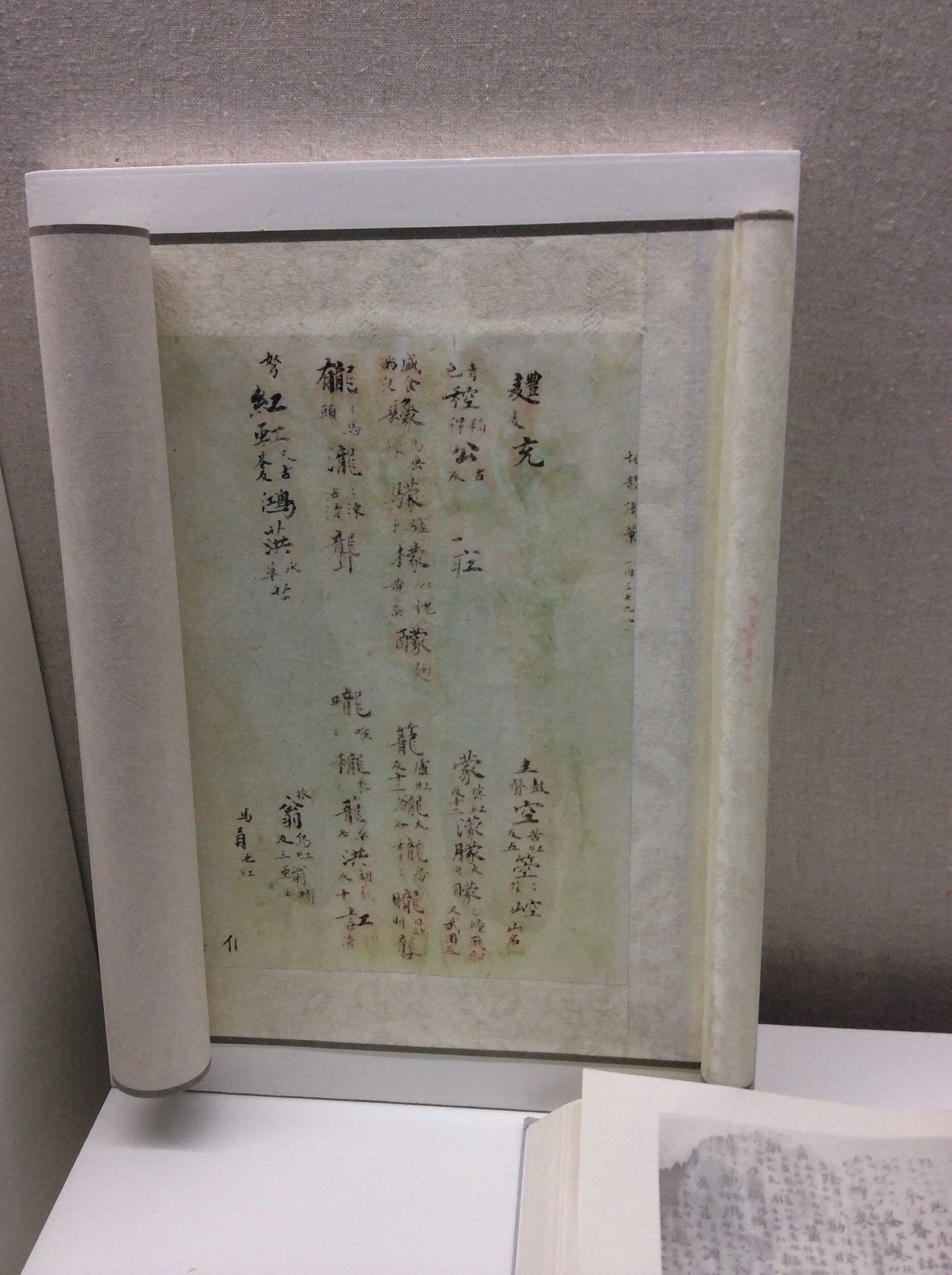
中華字典博物館の『切韻』残簡

『切韻』（せついん）とは、隋の文帝の仁寿元年（601年）の序がある、陸法言によって作られた韻書。唐の科挙の作詩のために広く読まれた。最初は193韻の韻目が立てられていた。

## 成立
陸法言の序によれば、開皇の初め（580年代）に陸法言の家に劉臻ら8人が集まったときに、各地の方言が異なり、既存の韻書も分韻が異なることが問題になった。そこで蕭該・顔之推らが中心になって分韻を決定し、その概略を陸法言が記した。その結果は長く放置されていたが、十数年後に諸字書・韻書に照らして『切韻』5巻にまとめた。

## 内容
『切韻』は5巻からなり、韻の四声によって巻を分ける。1・2巻が平声、3巻が上声、4巻が去声、5巻が入声である。声調ごとに韻を分けている。韻の数は平声54・上声51・去声56・入声32の合計193であった。ひとつの韻の中では同音の字をひとつにまとめてその最初の字に反切で発音を記している。各字の字釈は非常に短い。
　切韻の韻次（韻目の排列）について諸説あり、遠藤光曉は或る種の佛教思想にもとづく可能性を指摘した。

　いしゐのぞむ（石井望）は曼荼羅旋法でア、イ、ウ、エ、オ、アイ、アウの順に旋轉する圓形を扁平にしたのが切韻の韻次だとして、日本五十音圖の最古の「いおあえう」の順次と同じだとする。

『切韻』以前にも韻書は存在したが、いずれも現存しない。このため、『切韻』は漢字音を体系的に伝える最古の書である。『切韻』によって代表される音韻体系を中古音または切韻音系と呼ぶ。英語では『切韻』によって代表される音を「Early Middle Chinese」、『慧琳音義』などによって代表される音を「Late Middle Chinese」と呼んで区別する。
|      | 全清  | 次清   | 全濁        | 次濁      | 全清 | 全濁 |
| ---- | ----- | ------ | ----------- | --------- | ---- | ---- |
| 唇音 | 幫 p  | 滂 pʰ  | 並 b        | 明 m      |      |      |
| 舌音 | 端 t  | 透 tʰ  | 定 d        | 泥 n      |      |      |
| 舌音 | 知 ʈ  | 徹 ʈʰ  | 澄 ɖ        | 娘 ɳ      |      |      |
| 舌音 |       |        | 來 l        |           |      |      |
| 歯音 | 精 ts | 清 tsʰ | 從 dz       |           | 心 s | 邪 z |
| 歯音 | 莊 tʂ | 初 tʂʰ | 崇 dʐ       |           | 生 ʂ | 俟 ʐ |
| 歯音 | 章 tɕ | 昌 tɕʰ | 常（禪） dʑ | 日 ȵ      | 書 ɕ | 船 ʑ |
| 牙音 | 見 k  | 溪 kʰ  | 羣 g        | 疑 ŋ      |      |      |
| 喉音 | 影 ʔ  |        |             | 云 ɦ 以 j | 曉 h | 匣 ɦ |

## 切韻系韻書
『切韻』は実用書であり、しばしば修正されたり文字が加えられたりした。このため『切韻』原書は残っておらず（敦煌・トルファン出土の断片には原書があるかもしれないが、どれがそれであるかは学者の間で定論を見ない）、改訂版が残っている。これらを総称して切韻系韻書と呼ぶ。
現存する切韻系諸本や他書による引用を使った切韻原本の復元は、おもに上田正・李永富らによってなされた。
『唐五代韻書集存』によって、主要な改訂を以下に記す。

### 長孫訥言箋注本切韻
長孫訥言（ちょうそんとつげん）が字を増し、箋注を加えたもの。儀鳳2年（677年）の序がある。敦煌の残巻が残る。

### 王仁昫刊謬補欠切韻
王仁昫（おうじんく）が改訂したもの。成立年については議論があるが、唐蘭は神龍2年（706年）とし、周祖謨も中宗が復辟して国号が唐に戻った時（706年-710年）のものとする。第二次大戦後に完本が発見された。ほかに敦煌残巻も残る。
大幅に字を増やしたほか、上声・去声に1つずつ韻を増して195韻とした。『王韻』と略称される。『切韻』に対して追加・訂正した箇所が比較的明らかであり、『広韻』よりもはるかにもとの『切韻』の特徴をよく保っている。また各巻の冒頭には『切韻』以前の各韻書の分韻状況が記されているのも貴重である。

### 裴務斉正字本刊謬補欠切韻
王仁昫の『刊謬補欠切韻』の改訂版だが、変更点が大きい。成書年代は不明。清朝の宮廷に蔵していた本があるが、上声の一部を欠く。

### 唐韻
開元21年（733年）または天宝10載（751年）に孫愐（そんめん）が大改訂したもの。敦煌の残巻と蒋斧旧蔵残巻が残る。

### 五代の切韻系韻書
『広韻』にもない「宣」韻（「仙」韻の合口が独立）があるなど、韻を細かく分けている。敦煌・トルファンの残巻が残る。

### 広韻
陳彭年らによって北宋の大中祥符元年（1008年）に刊行され、正式名称を『大宋重修広韻』と言う。韻は206韻に増えているが、『切韻』で一つの韻を二つに分けただけで、音韻体系自身にはあまり変わりがないため、『切韻』の代用として『広韻』を使って中古音を復元しても、結果は概ね変わらない。
『広韻』は清代に顧炎武が再発見してから有名になり、刊本の完本であり且つ校訂や索引などが完備しているため、完本『王韻』が発見されてからも切韻系韻書の代表として使われている。

## 関連文献
- 上田正『切韻残巻諸本補正』東京大学東洋文化研究所附属東洋学文献センター〈東洋学文献センター叢刊　第一九輯〉、1973年。

姜亮夫（姜寅清）の『瀛涯敦煌韻輯』での判読を正したもの。
- 上田正『切韻諸本反切総覧』均社〈均社単刊 1〉、1975年。
- 上田正『切韻逸文の研究』汲古書院、1984年。
- 周祖謨編『唐五代韻書集存』中華書局、1983年。ISBN 7101045294。

現存切韻諸本の写真を集めて研究を加えたもの。写真の印刷は多少不鮮明とも言われる。